# Nerv hipoglos

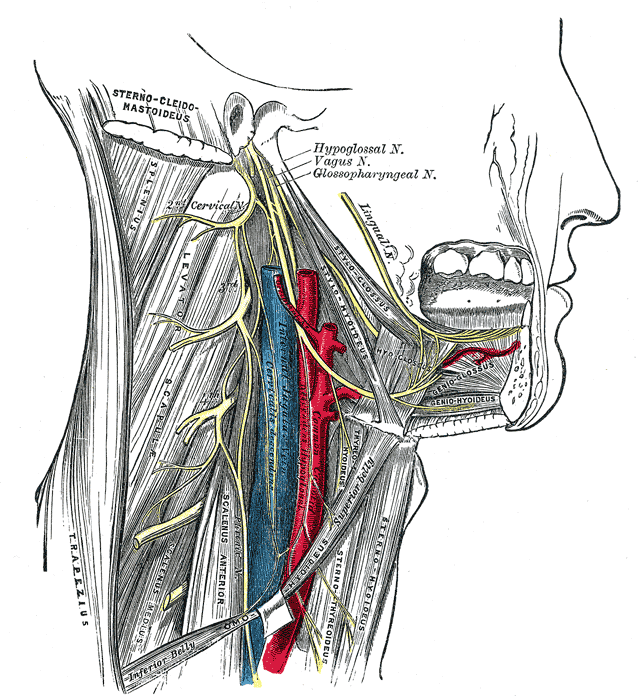
Nervul hipoglos

Nervul hipoglos (latină Nervus hypoglossus) este cel de-al doisprezecelea nerv cranian și este un nerv motor. Controlează mișcarea mușchilor limbii. 
Nervul hipoglos are originea aparentă în șanțul preolivar și originea reală în nucleul motor al hipoglosului din bulbul rahidian. 